# بانک مرکزی باهاما
بانک مرکزی باهاما (به انگلیسی: Central Bank of The Bahamas) بانک مرکزی کشور باهاما است که در شهر ناسائو قرار دارد. این بانک در تاریخ ۱ ژوئن ۱۹۷۴ تأسیس شد. این بانک سیاست پولی و نظارت بر بخش مالی باهاما را انجام می‌دهد.

## مسئولیت‌ها
مسئولیت بانک مرکزی ایجاد محیطی با ثبات پولی مناسب برای توسعه اقتصادی و اطمینان از یک سیستم مالی پایدار و سالم است. این هدف را از طریق:
- صدور مجوزهای قانونی
- حفظ ارزش خارجی دلار باهاما
- ترویج ثبات پولی و ساختار مالی سالم
- به عنوان یک بانکدار و مشاور دولت عمل می‌کند
- تدوین آمار مالی.